# 1229
Cette page concerne l'année 1229  du calendrier julien. Pour l'année 1229 av. J.-C., voir 1229 av. J.-C.
L'année 1229 est une année commune qui commence un lundi.

## Événements
- 18 février : Frédéric II signe la paix de Jaffa avec le sultan Al-Malik al-Kamil[1]. Il obtient la cession de Jérusalem, Bethléem et Nazareth et de leurs routes d’accès dans une sorte de condominium, d’ailleurs éphémère. Une trêve de dix ans, cinq mois et quarante jours est signée entre les Francs et les musulmans.
- Février : le sultan de Delhi Iltutmish reçoit le titre de sultan-i-azam du Calife de Bagdad[2].

- 18 mars : Frédéric II se fait couronner roi de Jérusalem. Il prend lui-même la couronne que le patriarche refuse de lui imposer. Le royaume de Jérusalem est formellement rétabli mais fragile.

- 12 juillet : Al-Ashraf devient sultan de Damas[3].
  - Al-Malik al-Kamil assiège son neveu An-Nasir Dâ'ûd à Damas. La ville est prise en juin. An-Nasir s’installe dans la forteresse de Kerak, à l’est du Jourdain, d’où il mènera la résistance.

- Septembre[4] : le quriltay se réunit sur la Kerulen pour élire le nouveau grand khan. Ögödei est désigné, conformément aux volontés de Gengis Khan. Il installe sa capitale à Karakorum, sur l’Orkhon (fin en 1241)[5]. Pendant son règne, la féodalisation connaît un vif essor tant en Mongolie que sur les territoires conquis, où les chefs mongols succèdent aux seigneurs locaux qui deviennent leurs vassaux.
- L’armée mongole d’Ögödei, de Tolouï et de Subotaï envahit la Chine des Jin (fin en 1235)[6]. Elle se divise en deux sections qui feront leur jonction au Henan en février 1232.

- Au Maroc, le calife almohade Abu al-Ala Idris al-Mamun renie la doctrine d’Ibn Toumert[7].

### Europe

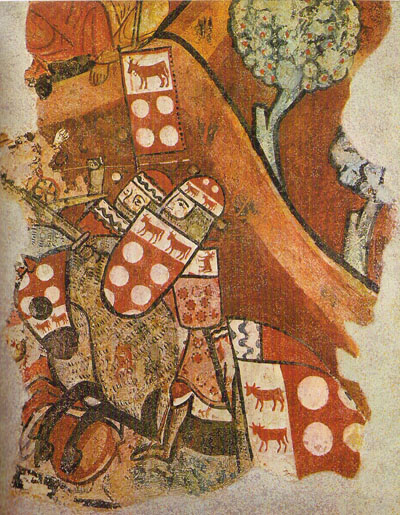
12 septembre : Bataille de Portopi

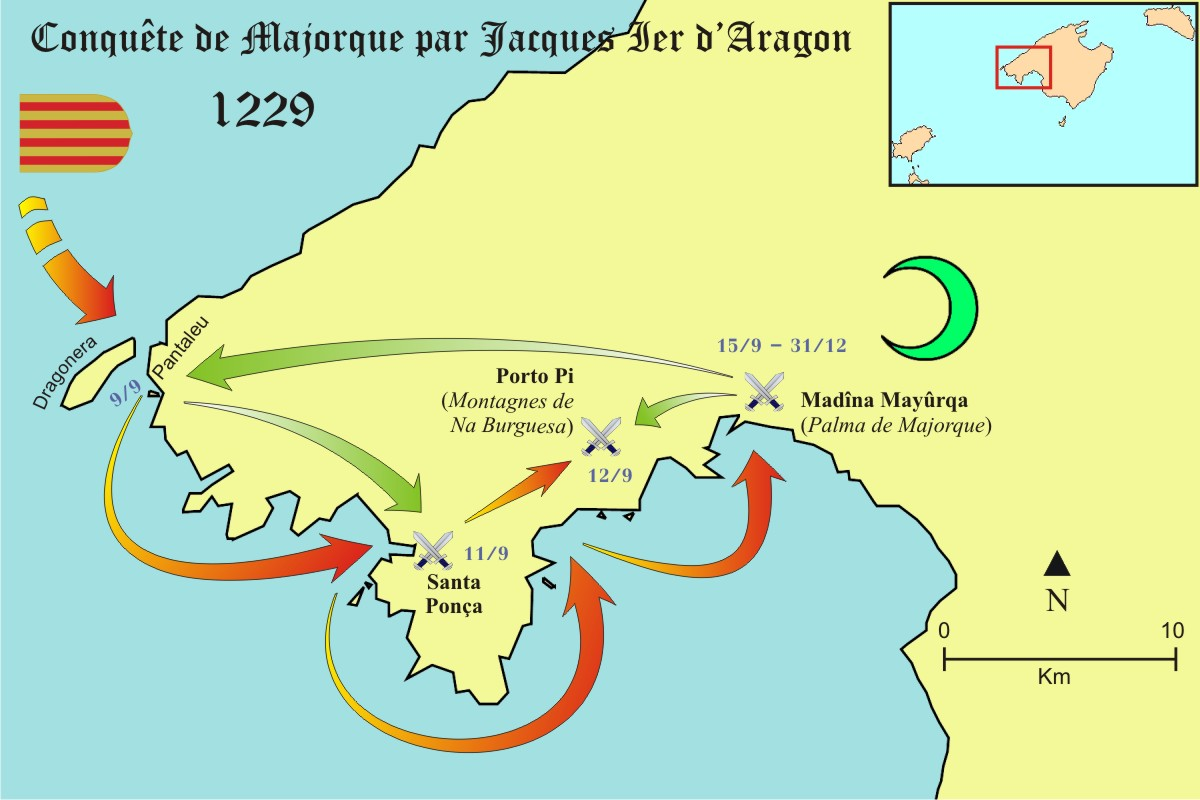
Septembre : conquête de Majorque par l'Aragon

- 23 janvier[8] : fondation de l'archevêché de Turku, future capitale de la Finlande, par le pape Grégoire IX.
- 26 et 27 février (Mardi gras)[9] : Une bagarre dans une taverne dégénère et deux étudiants parisiens sont tués.
- 27 mars : grève de l’Université de Paris à la suite des événements du mardi gras. Exil volontaire des maîtres et des élèves (fin en 1231)[10]. Robert Grosseteste profite de la fermeture temporaire de la Sorbonne pour faire venir de nombreux franciscains à l’université d'Oxford[11].
- Mars : le pape Grégoire IX  envahit les Pouilles pendant la croisade de Frédéric II avec une armée financée par une taxe sur les revenus du clergé et le reliquat des décimes de la croisade albigeoise, conduite par Jean de Brienne[12]. Le pape promet aux combattants la rémission des péchés, mais non la pleine indulgence de croisade.
- 12 avril : traité de Meaux-Paris entre Saint Louis et Raymond VII comte de Toulouse cédant la plus grande partie du Languedoc à la France et mettant fin au conflit albigeois. Alphonse de Poitiers, fils de Louis VIII, épousera Jeanne, fille de Raymond VII[13]. Fondation de l'université de Toulouse sous l'impulsion de la papauté pour lutter contre l’hérésie[14].

- 10 juin : retour de l'empereur Frédéric II à Brindisi[15]. Il reprend les places prises par Jean de Brienne.
- 23 avril : Alphonse IX de León prend Cáceres et reconquiert l’Estrémadure[16].
- 12 septembre : bataille de Portopi[17]. Jacques Ier d'Aragon prend Majorque aux Maures (jusqu'en 1235). La couronne d'Aragon obtient un port de rade en eau profonde.
- 9 novembre[18] : Raimond Bérenger IV de Provence s'empare de Nice.
- Novembre : clôture du concile de Toulouse, commencé en juillet[19]. Fin de la guerre contre les Albigeois, répression de l’hérésie par l’inquisition épiscopale, fondation de l’Université de Toulouse.

- La curie romaine partage la Livonie en trois domaines, entre l’évêque de Rīga, les chevaliers porte-glaives et le roi de Danemark. Les Danois sont battus l’année suivante par les féodaux de l’Allemagne du Nord et l’ordre annexe le territoire qui leur était destiné.
- Révolte des barons en Champagne et en Bourgogne contre Thiébaut IV, comte de Champagne : les barons l'accusent d'avoir soutenu militairement Blanche de Castille en janvier 1229 lorsqu'elle s'est emparée du château de Bellême appartenant à Pierre Mauclerc[20].